# Porträtt av konstnärens syster Ellen Edelfelt
Porträtt av konstnärens syster Ellen Edelfelt är en oljemålning av finländska konstnären Albert Edelfelt skapad år 1876. Motivet är Edelfelts syster Ellen Edelfelt. Verket testmanterades 1935 till Ateneum i Helsingfors.